# Стадняк
Стадняк (Pomatostomus) — рід горобцеподібних птахів, єдиний у родині стаднякових (Pomatostomidae). Містить 5 видів.

## Таксономія
Традиційно рід Pomatostomus відносили до родини тимелієвих (Timaliidae). Згідно з пізнішими дослідженнями визначено, що рід є базальним представником співочих птахів, а його найближчими родичами є чаучилові (Orthonychidae). Тому вирішено рід виокремити  у власну родину Pomatostomidae.

## Поширення
Рід поширений в Австралії та Новій Гвінеї.

## Опис
Це птахи середнього розміру, завдовжки 17-27 см,з великою витягнутою головою. Серпоподібний дзьоб зігнутий донизу. Ноги міцні та довгі. Хвіст також досить довгий, клиноподібний. Крила округлі. Оперення коричневого, сірого або червонуватого забарвлення, лише брови, горло і груди білого кольору. У стадняка новогвінейського все тіло коричневого кольору.

## Спосіб життя
Мешкають у лісах з густим підліском. Трапляються невеликими зграями до 20 особин. Активні вдень. Живляться комахами, дрібними хребетними, ягодами, насінням. Утворюють моногамні пари, але у догляді за пташенятами бере участь уся зграя.

## Види
- Стадняк східний (Pomatostomus halli)
- Стадняк новогвінейський (Pomatostomus isidorei)
- Стадняк рудоголовий (Pomatostomus ruficeps)
- Стадняк білобровий (Pomatostomus superciliosus)
- Стадняк білоголовий (Pomatostomus temporalis)